# Rudolf Roß

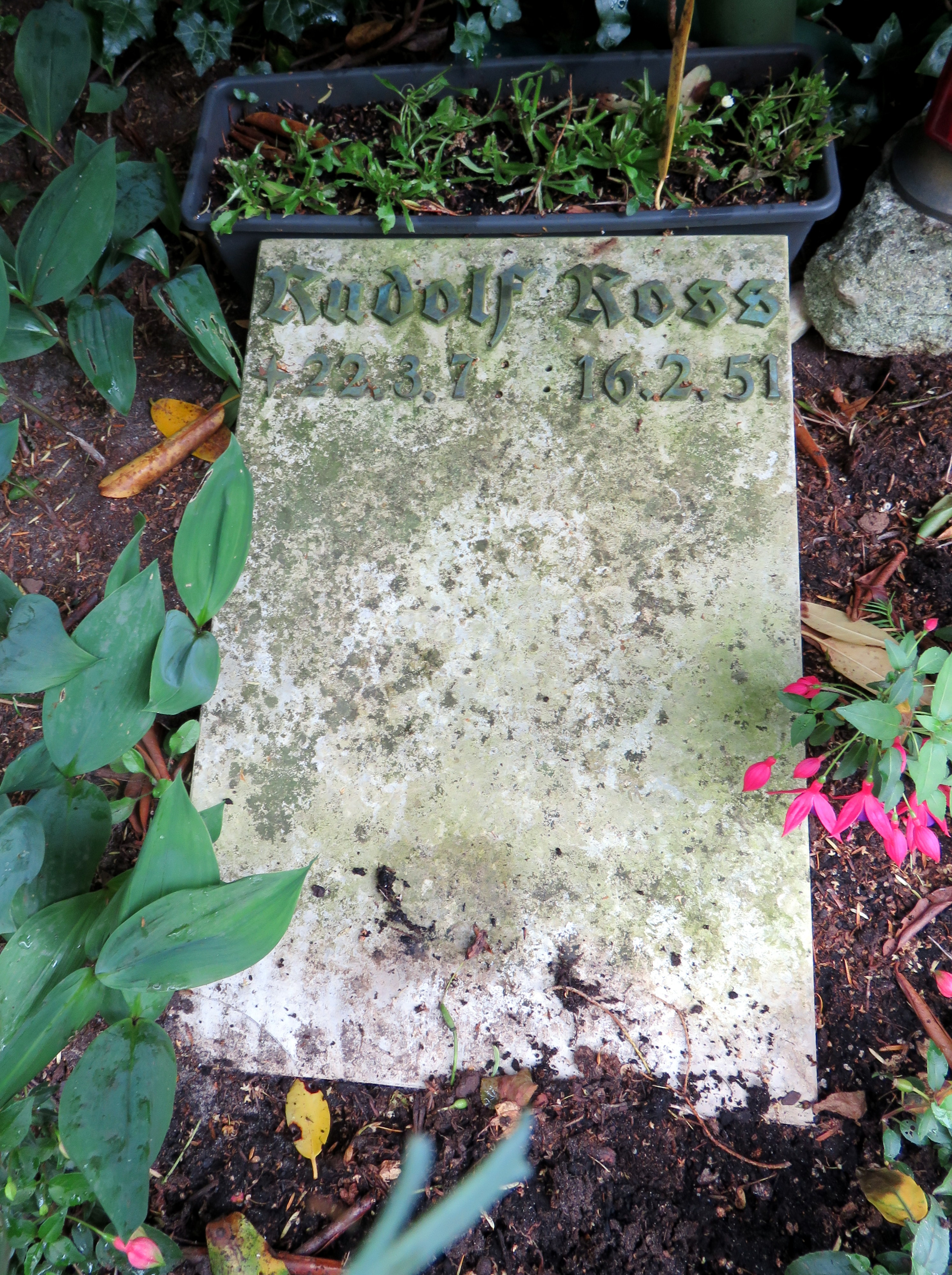
Grabkissen Friedhof Hamburg-Bergstedt

Rudolf Adolf Wilhelm Roß (* 22. März 1872 in Hamburg; † 16. Februar 1951 ebenda) war ein Hamburger Lehrer, Politiker und von 1930 bis 1931 der erste sozialdemokratische Erste Bürgermeister in Hamburg.

## Leben
Rudolf Roß wurde 1892 Lehrer an der Volksschule in der Poolstraße 5  in der Hamburger Neustadt.
Von 1915 bis 1918 war er Kriegsteilnehmer im Ersten Weltkrieg. Im Jahr 1919 wurde er für die SPD in die Hamburgische Bürgerschaft gewählt, der er bis 1933 angehörte. Von 1920 bis 1928 war er Bürgerschaftspräsident; von 1919 bis 1928 war Roß zudem Leiter der 1919 gegründeten Hamburger Volkshochschule.
Am 5. April 1928 wurde Roß in den Senat berufen, dem er bis zu seinem Rücktritt aus Protest am 3. März 1933 angehörte. Die SPD-Fraktion hatte mit der Fraktion der Deutschen Demokratischen Partei eine Vereinbarung zur Rotation beschlossen, so war Roß 1928, 1929, 1932 und 1933 Zweiter Bürgermeister und damit Stellvertreter von Carl Wilhelm Petersen, während vom 1. Januar 1930 bis zum 31. Dezember 1931 umgekehrt Petersen Stellvertreter von Roß als Erstem Bürgermeister war. Da seine Amtszeit in die Zeit der Weltwirtschaftskrise fiel, hatte Roß kaum Gestaltungsmöglichkeiten: Er musste Ausgaben kürzen, obwohl er um die verheerende Wirkung dieser Maßnahmen in dieser Zeit wusste.
Rudolf Roß wurde auf dem Hamburger Friedhof Bergstedt beigesetzt.

## Ehrungen
1954 wurde die Schule in der Poolstraße und die verbundenen Einrichtungen zum Gedenken in Rudolf-Roß-Schule umbenannt. Daraus entstand die Rudolf-Roß-Gesamtschule, die im Schuljahr 2010/2011 aufgelöst wurde (Aufteilung in eine Grundschule und die Stadtteilschule am Hafen). Die Grundschule trägt weiter den Namen Rudolf-Roß-Schule.
1959 wurde die Rudolf-Roß-Allee im Stadtteil Hamburg-Horn zu Ehren von Roß benannt.

## Werke
- Vorschläge zur Reform der Lehrerbildung in Hamburg. Zugleich ein Beitrag zur Universitätsfrage. Hamburg 1913
- Hamburg während der Weimarer Republik. Reden und Aufsätze, anlässlich der Taufe des Dampfers „Bürgermeister Roß“. Hamburg 1948.